# Henry Hart Milman

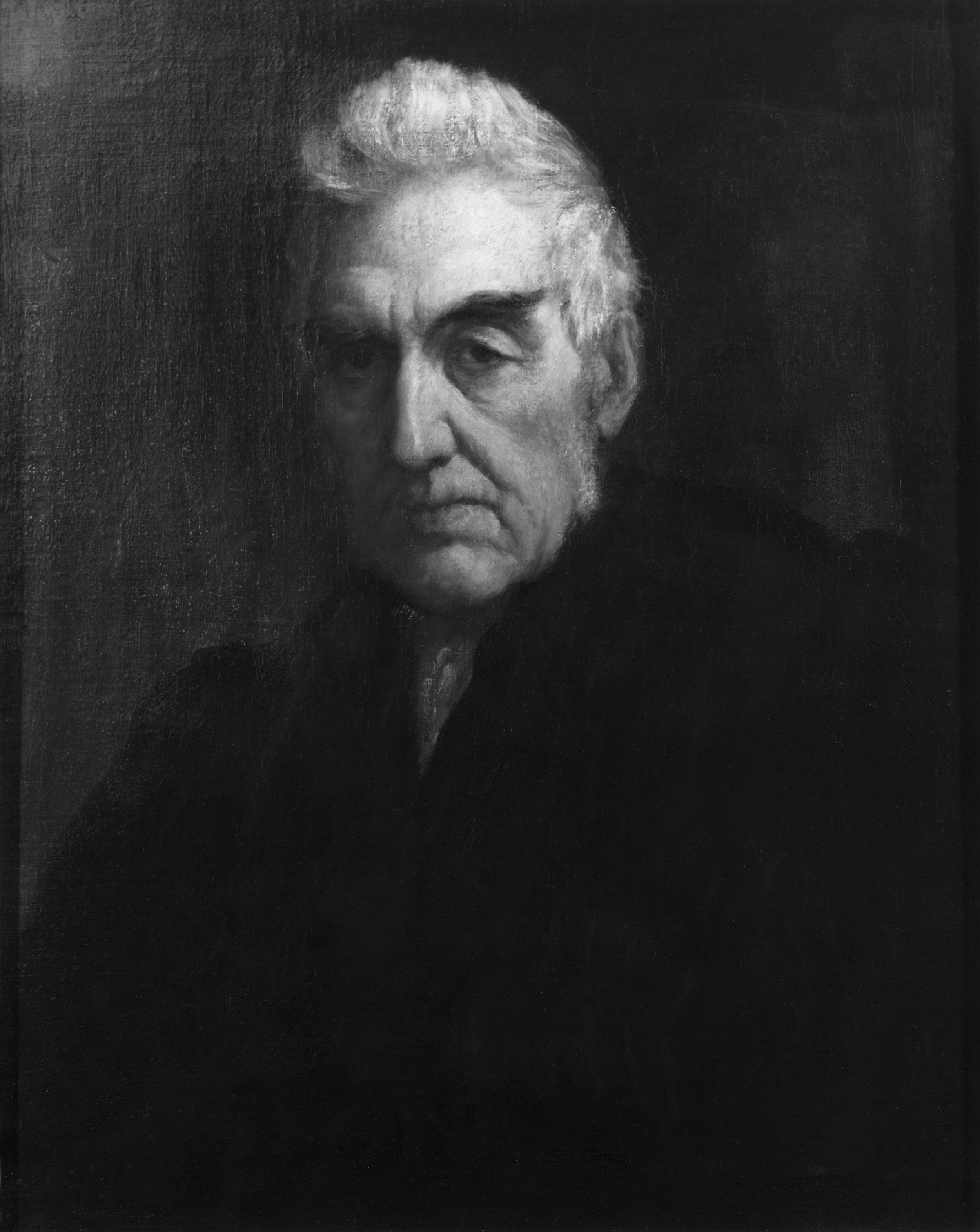
Henry Hart Milman, målad av George Frederic Watts omkring 1863.

Henry Hart Milman, född den 10 februari 1791 i London, död den 24 september 1868 i Ascot, Berkshire, var en engelsk präst och författare. Han var far till William Milman.
Milman var en tid kyrkoherde i Saint Marys församling i Reading och därefter professor i poesi vid Oxfords universitet. År 1835 blev han kyrkoherde i Saint Margarets församling i London och 1849 domprost (dean) vid Sankt Pauls-katedralen i samma stad. Av hans skönlitterära arbeten kan nämnas The Fall of Jerusalem (1820), The Martyr of Antioch (1822) och Belshazzar (samma år), samtliga bärande starka spår av byronism, i synnerhet det sistnämnda, som är en kopia av Byrons Sardanapalus. Hans främsta historiska verk är History of the Jews (1830; 4:e upplagan 1866) och History of the Christianity under the Empire (1840; fortsatt under titeln History of Latin Christianity, omfattande tiden till påven Nikolaus V; 1854–56; 4:e upplagan 1868). Genom sitt oortodoxa, närmast profana åskådningssätt ådrog säskilt det förstnämnda arbetet författaren skarpa anfall från prästerskapets sida. Även som översättare av grekiska dramer gjorde Milman sig bemärkt. Han biografi skrevs av sonen Arthur Millman (1900).